# Serapias
Serapias – rodzaj roślin z rodziny storczykowatych (Orchidaceae). Obejmuje 17 gatunków i 28 hybryd występujących w Europie i Afryce w takich krajach jak: Albania, Algieria, Austra, Azory, Białoruś, Bułgaria, Wyspy Kanaryjskie, Korsyka, Cypr, Francja, Grecja, Libia, Syria, Liban, Maroko, Palestyna, Portugalia, Sardynia, Sycylia, Hiszpania, Szwajcaria, Tunezja, Turcja, Bałkany, Kaukaz Północny. Rodzaj został introdukowany w Wielkiej Brytanii.

## Systematyka
Rodzaj sklasyfikowany do podplemienia Orchidinae w plemieniu Orchideae, podrodzina storczykowe (Orchidoideae), rodzina storczykowate (Orchidaceae), rząd szparagowce (Asparagales) w obrębie roślin jednoliściennych.
Wykaz gatunków
- Serapias athwaghlisia Kreutz & Rebbas
- Serapias ausoniae Gennaio & Pellegrino
- Serapias bergonii E.G.Camus
- Serapias cordigera L.
- Serapias frankavillae Cristaudo, Galesi & R.Lorenz
- Serapias guadinae Lumare, Medagli & Biagioli
- Serapias lingua L.
- Serapias neglecta De Not.
- Serapias nurrica Corrias
- Serapias occidentalis C.Venhuis & P.Venhuis
- Serapias olbia Verg.
- Serapias orientalis (Greuter) H.Baumann & Künkele
- Serapias parviflora Parl.
- Serapias perez-chiscanoi Acedo
- Serapias politisii Renz
- Serapias strictiflora Welw. ex Veiga
- Serapias vomeracea (Burm.f.) Briq.

Wykaz hybryd
- Serapias × alberti E.G.Camus
- Serapias × ambigua Rouy ex E.G.Camus
- Serapias × barsellae Lumare & Medagli
- Serapias × broeckii A.Camus
- Serapias × carluccioi Lumare & Medagli
- Serapias × cypria H.Baumann & Künkele
- Serapias × debelairii El Mokni
- Serapias × demadesii Renz
- Serapias × euxina H.Baumann & Künkele
- Serapias × fallax Soó
- Serapias × garganica H.Baumann & Künkele
- Serapias × godferyi A.Camus
- Serapias × halacsyana Soó
- Serapias × hildae-margaritae G.Keller
- Serapias × intermedia Forest. ex F.W.Schultz
- Serapias × kelleri A.Camus
- Serapias × liana F.M.Vázquez, Áng.Sánchez & Garcia Alonso
- Serapias × lupiensis Medagli, D'Emerico, Ruggiero & Bianco
- Serapias × meridionalis E.G.Camus
- Serapias × oulmesiaca H.Baumann & Künkele
- Serapias × provincialis H.Baumann & Künkele
- Serapias × rainei E.G.Camus
- Serapias × sitiae Renz
- Serapias × todaroi Tineo
- Serapias × venhuisia F.M.Vázquez
- Serapias × walravensiana P.Delforge
- Serapias × watersii Gennaio, M.Gargiulo & Chetta
- Serapias × wettsteinii H.Fleischm.